# Crazy Bus
Crazy Bus es un "videojuego" de conducción de autobuses venezolano sin licencia de 2004 que comenzó originalmente como un experimento de programación que finalmente se incluyó en las herramientas de recopilación de ROM, después de lo cual su popularidad aumentó. Su modo de juego consiste simplemente en conducir un autobús hacia adelante y hacia atrás para acumular puntos, permitiendo elegir entre cinco autobuses de marcas brasileñas, venezolanas y españolas. Crazy Bus ha sido criticado por su música, descrita como "caótica".